# Slocum
Slocum è una comunità non incorporata degli Stati Uniti d'America, situata nella Contea di Anderson dello Stato del Texas. 

## Storia

### Massacro di Slocum
Il 29 luglio 1910, otto o forse molti più afro-americani sono stati uccisi da una folla completamente bianca composta da un minimo di due persone ad un massimo di trecento. Anche se il numero esatto dei residenti uccisi è rimasto sconosciuto, le stime parlano addirittura di 200 persone morte. Prima del massacro la maggior parte della popolazione di Slocum era nera; in seguito, molti residenti afro-americani della comunità fuggirono da essa e si lasciarono alle spalle immobili, case e altri beni.
Diversi eventi possono aver scatenato gli attacchi. Dopo che una persona di colore è stata linciata nelle vicinanze, si sparse la voce tra i bianchi che i neri stavano progettando una vendetta. Inoltre sembra esserci stata una rissa scoppiata nel corso di un disaccordo commerciale tra un residente bianco e un nero. Sembra secondo la ricostruzione che un uomo di nome James Spurger istigò gli eventi affermando di essere stato minacciato dai neri.
Una volta che gli attacchi cominciarono, lo sceriffo della contea di Anderson, W. H. Black riferì: "Gli uomini andavano ad uccidere i negri appena ne trovavano uno, e, per quanto ho potuto accertare, senza una causa vera e propria". Tutte le vittime conosciute erano disarmate e la maggior parte di loro sono state fucilate alle spalle. Nessun bianco è rimasto ferito.
James Spurger, Regan McKenzie, S.F. Jennings, e almeno altri 13 uomini bianchi sono stati arrestati per gli attacchi. I terreni e i possedimenti delle vittime furono sequestrati.
Il 16 gennaio 2016 è stato presentato un indicatore stradale in commemorazione delle vittime. L'indicatore è stato chiesto dalla Constance Hollie-Jawaid, un amministratore del distretto scolastico di Dallas il cui bisnonno, John Holley, fu tra le vittime. Dopo il massacro, la famiglia cambiò l'ortografia del suo cognome. Jimmy Odom, presidente della Anderson County Historical Commission, ha detto che i cittadini di Slocum non hanno più nulla a che fare con quello che è successo nel 1910: "Questa è una bella, tranquilla comunità con un sistema scolastico meraviglioso." Nonostante la sua posizione, Odom partecipò alla presentazione dell'indicatore stradale.

## Geografia
Slocum è situato all'incrocio tra Farm Road 2022 e State Highway 294, dodici miglia a sud-est di Palestine, nel sud-est della contea di Anderson.

## Istruzione
Nella città è presente la Slocum Independent School District, che comprende la Slocum High School (percorso tra la scuola primaria e l'università) e la Slocum Elementary School. 
Essa nel periodo 2014-2015 aveva circa 500 studenti.

## Vigili del fuoco
A Slocum i vigili del fuoco sono in gran parte volontari. Ogni anno la scuola fa una raccolta fondi per provvedere ai bisogni della caserma dei pompieri.

## Uffici postali
Non sono presenti uffici postali. Quello più vicino si trova ad Elkhart, situato a circa 7 miglia da Slocum.

## Ricerche
- Rucker, Walter C. and James Nathaniel Upton, "Encyclopedia of American Race Riots." Westport, CT: Greenwood Press, 2007.
- Ginzburg, Ralph, "100 Years of Lynchings." Black Classic Press, 1996.